# Cultura Sunchituyoc
La Cultura Sunchituyoc o Sunchituyoj se estableció físicamente en el interior de la llanura chaco-santiagueña, región central de la provincia argentina de Santiago del Estero, entre el 700 y el 900 d. C..
Estuvo difundida por toda la provincia y recibió influencias iconográficas del último período de la Cultura Las Mercedes. En el periodo Medio se produjo un sustancial cambio en el patrón de asentamiento. En las orillas de los ríos Dulce y Salado se construyeron montículos de tierra sobre los que se levantaron aldeas y conformaron represas naturales. Los poblados estaban rodeados por empalizadas más los campos de cultivo circundantes.
Su constitución política se puede resumir en la de una jefatura simple. La economía se basaba en un sistema modo de subsistencia, con predominio de la agricultura que se basaba en las inundaciones de los ríos, ganados de llamas, patos domésticos, gallinas (de huevos celestes y verdosos) y avestruces domesticados, a los cuales sacaban las plumas para usarlas en vestimentas. De la lana de las llamas hacían mantas y vestidos adornados con lentejuelas de hueso.
Existen evidencias que hubo un mayor alcance en la integración económica con el noroeste realizado por medio del comercio o la colonización.
Su mitología fue una iconografía que muestran figuras zoomorfas donde el motivo predominante es el búho. Por algunos de sus elementos, parece que esta cultura recibió influencias de la Cultura de la Aguada, o por lo menos algunos tomaron algunos conceptos extraños a la región. La sucecedería la Cultura Averías.

## Descripción

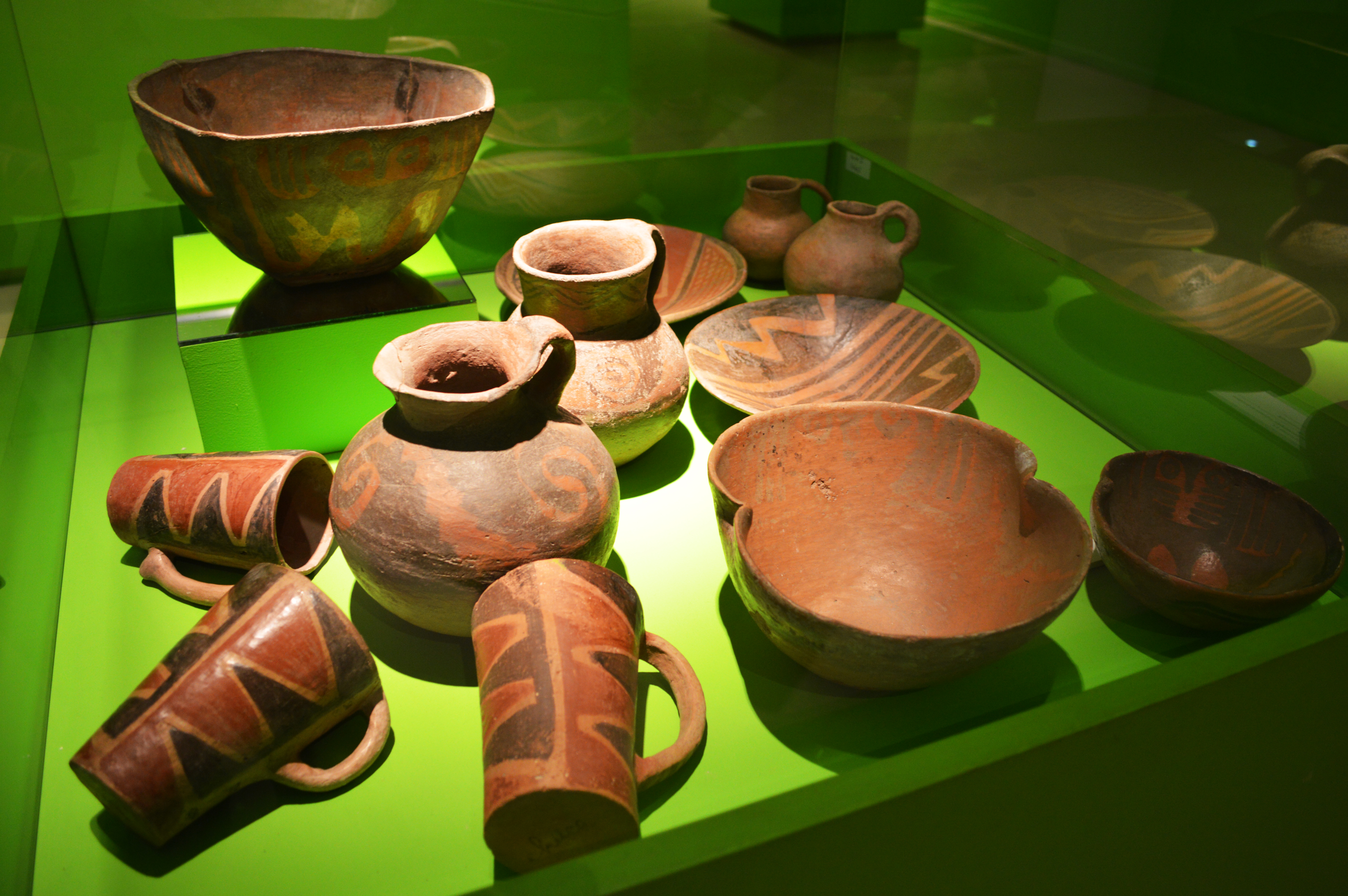
Cerámica ornamentada de uso ceremonial. Cultura Sunchituyoc. Museo de Ciencias Antropológicas "Emilio y Duncan Wagner", Centro Cultural del Bicentenario, Santiago del Estero.

La Cultura Sunchituyoc o Sunchituyoj se desarrolló entre el 700 y el 900 de nuestra era. Estuvo establecida en el interior de la llanura central de la provincia argentina de Santiago del Estero y se difundió por todo su territorio. Su nombre significa "lugar con sunchos", arbustos de la región.
Esta cultura asentó sus aldeas sobre montículos en las orillas de los ríos Dulce y Salado. Basaron su economía en un sistema mixto, donde predominó la agricultura pero también la caza, la pesca y la recolección. Protagonizaron una integración económica con el Noroeste argentino por medio del comercio y posteriormente la colonización.
Sunchituyoc tuvo una excelente cerámica de urnas y una gran creatividad para los diseños de su ave mítica. Se desarrolló a partir de la denominada Cultura Las Mercedes, que existió durante el período Formativo Inferior y se caracterizó por una alfarería negra o gris grabada. Esta última está asociada también con otra policroma, de dibujos negros o gris pálido contorneados de blanco, sobre una superficie engobada.
La cerámica Sunchituyoc, cocida en hornos abiertos, presenta en cambio una tonalidad rojiza y amarillenta, muy brillante y muy bien pulida. Los motivos se pintaron directamente sobre la pieza cocida con su color natural y a veces sobre un engobe blanquecino en colores casi siempre negro y rojo. Se puede observar en la cerámica que las incontables diferentes formas de su deidad antropo-ornito-ofídica reflejan ingenuidad y asombran por la movilidad y fuerza; mientras que, muchas veces, los rostros son sombríos y terroríficos. Desde los utensilios domésticos, hasta los ornamentales, ninguno escapa a la profusa decoración: pájaros humanizados, cóndores, águilas y loros de agudo pico, y la omnipotente víbora, deidad y espíritu benefactor de todas las culturas regionales. Las guardas se repiten en diversas formas, con símbolos esquematizados del agua, de la tierra, de la fecundidad.
A partir del 1200 llegaron las primeras manifestaciones de la Cultura Averías, coexistiendo con ella hasta el 1600.

### Cerámica

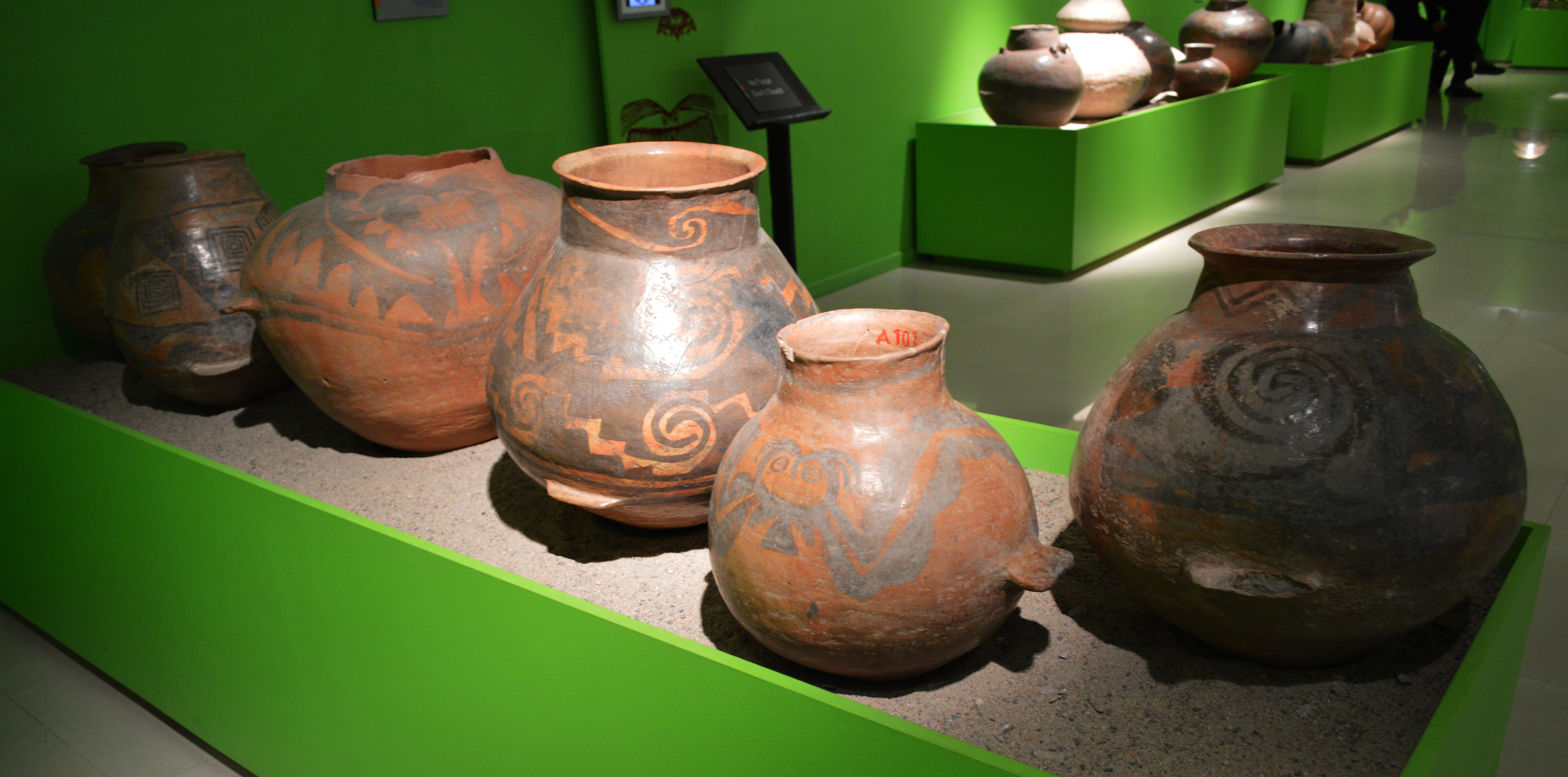
Conjunto de urnas funerarias pintadas en dos colores, rojo y negro. Museo de Ciencias Antropológicas "Emilio y Duncan Wagner", Centro Cultural del Bicentenario, Santiago del Estero.

La cerámica fue muy desarrollada ya que realizaban utensilios de formas, tamaños y usos diversos. En la decoración pintaban principalmente el motivo de un ave estilizada. Algunos ven allí un búho y otros la representación del cacuy. También pintaban serpientes, consideradas sagradas, y otros animales además de motivos geométricos, como grecas y líneas.
En este período la cerámica se cocía en hornos abiertos, esto daba como resultado una pasta rojiza o amarillenta. Por esto la superficie podía ser roja, tosca, lisa, bien pulida y brillante. Los motivos decorativos se pintaban en negro directamente sobre el color natural de la pasta. También se realizaba sobre la pieza un engobe o enlucido de color blanquecino y luego se pintaba. También fabricaban pequeñas estatuillas con las formas mencionadas, instrumentos musicales como flautas, silbatos y ocarinas, además de torteros.
Esta época es de gran desarrollo cultural en todo el Noroeste Argentino. La expresión artística lograda en este período es admirable, pues en ella se aprecia el constante juego de la forma y el diseño. Los motivos modelados llevan a una elevada valoración estética, conjugándose las manifestaciones naturalistas con las mitológicas. Los motivos pintados como figuras centrales son representaciones del búho, lo que demuestra que esta ave cumplió un papel muy importante en la vida social, mítica y religiosa; igualmente la serpiente intensamente repetida en la decoración de la cerámica, como así también las representaciones antropomorfas.

## Galería de imágenes
Cerámica Sunchituyoc exhibida en el Museo de Ciencias Antropológicas "Emilio y Duncan Wagner", Centro Cultural del Bicentenario, Santiago del Estero, Argentina.

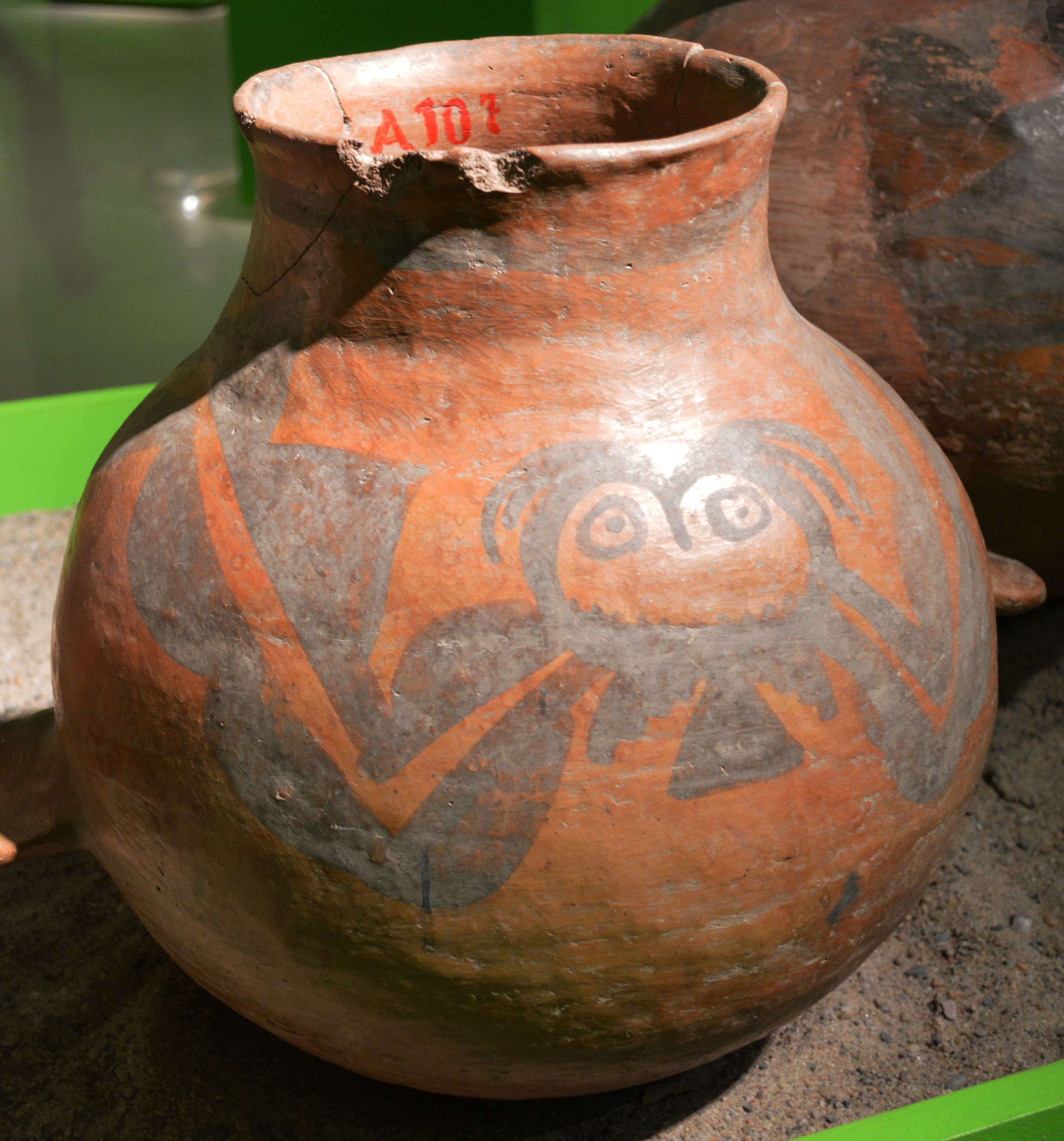
Cerámica ornamentada con el motivo de un ave estilizada.
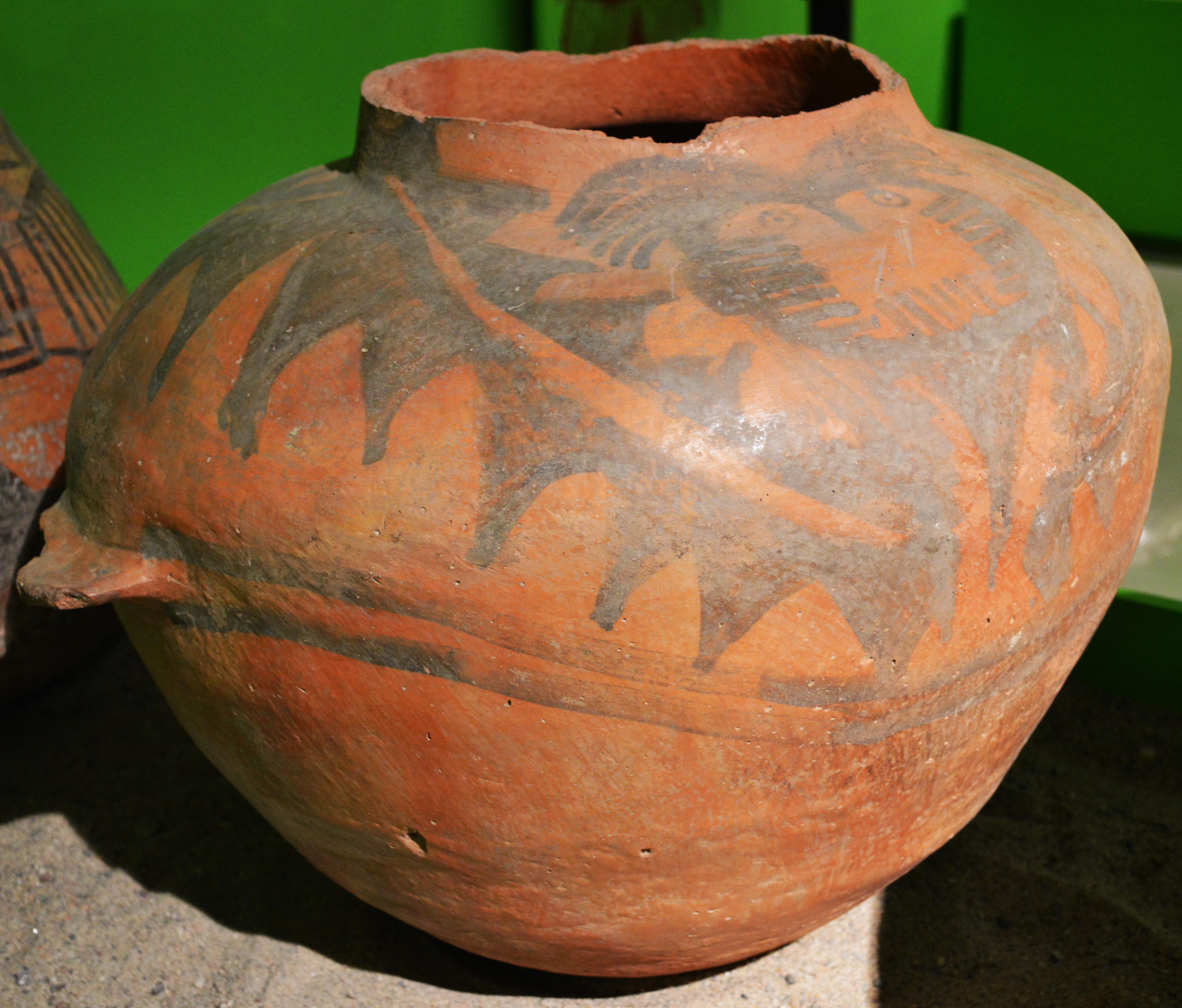
Urna funeraria Sunchituyoc. El ave cumplió un papel muy importante en la vida social, mítica y religiosa.
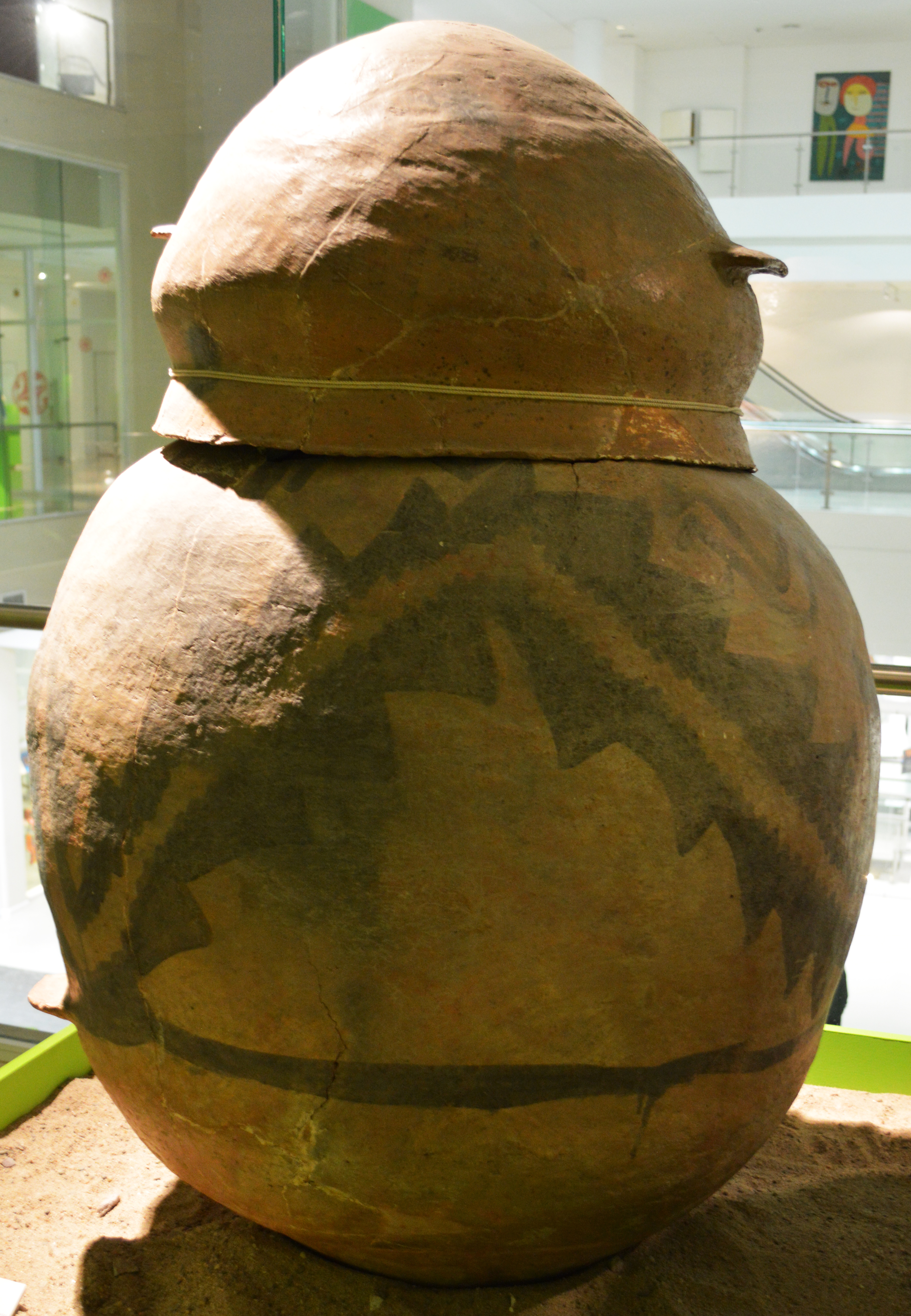
Urna funeraria de entierro primario con puco (tapa). Pintada en color negro sobre rojo con orificio cuadrangular por detrás.
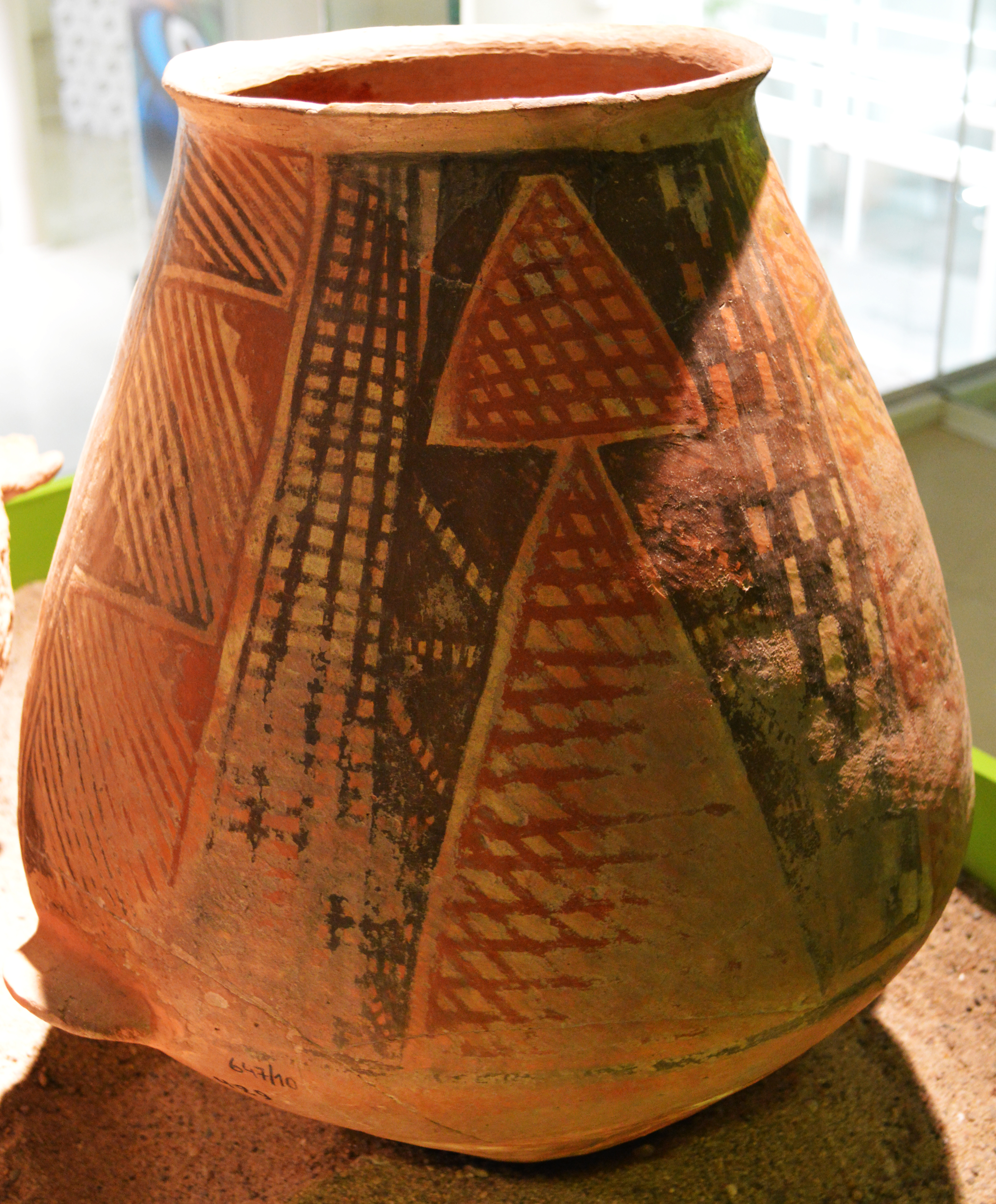
Urna de entierro secundario. La serpiente fue muy repetida en la decoración de la cerámica Sunchituyoc.
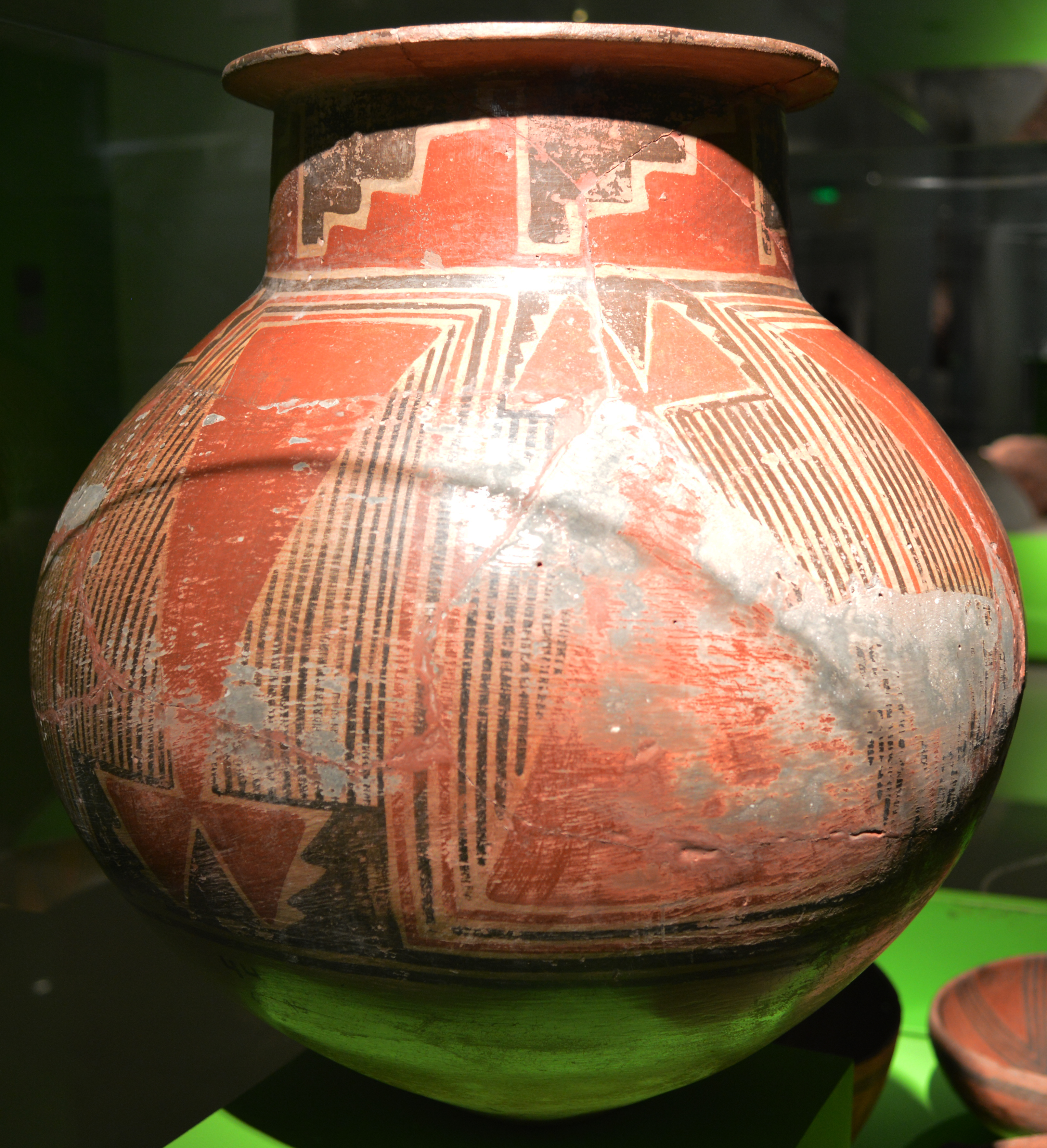
Cerámica Sunchituyoc con la representación de la serpiente bicéfala o anfisbena.
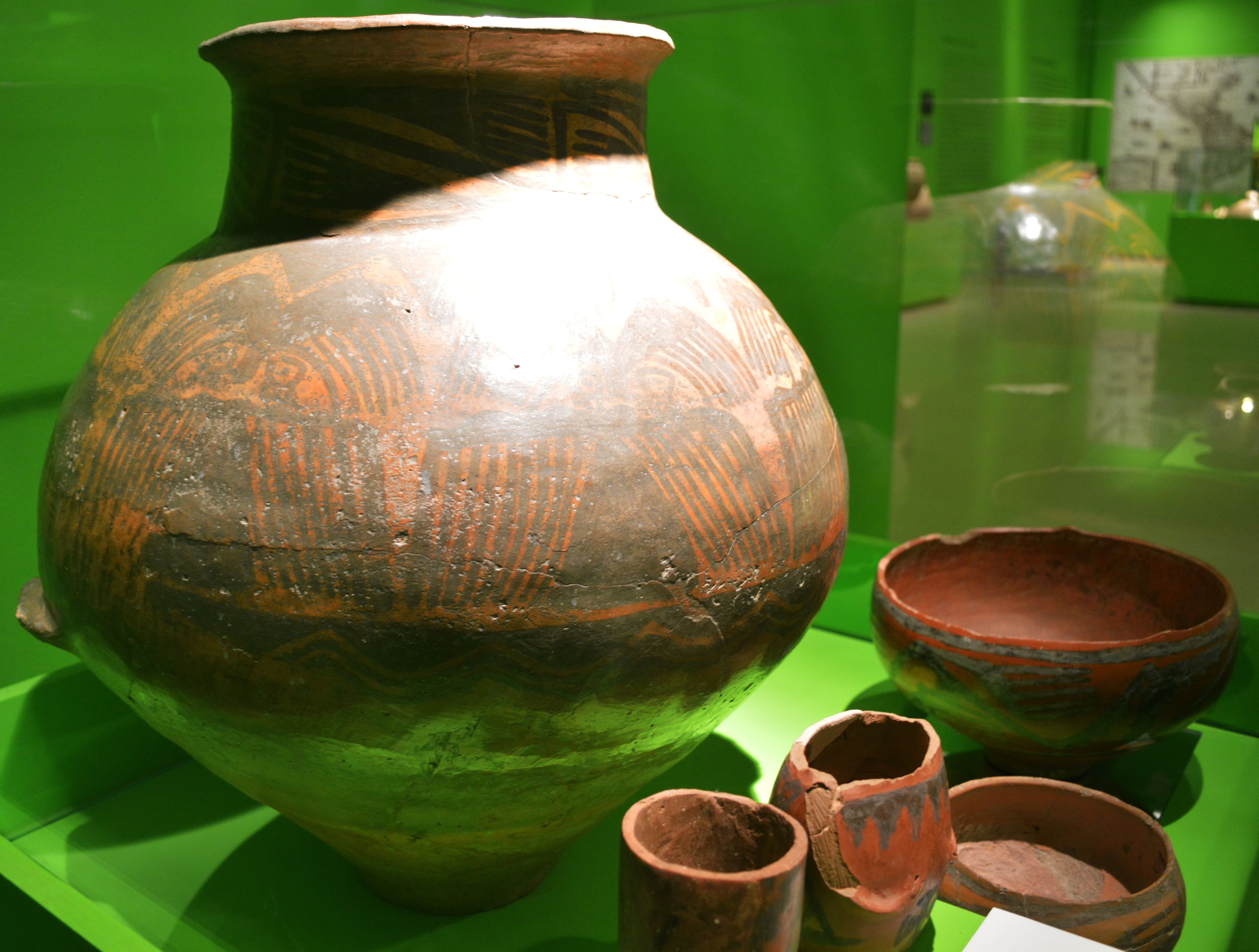
Urna con el búho pintado, característico de esta cultura.
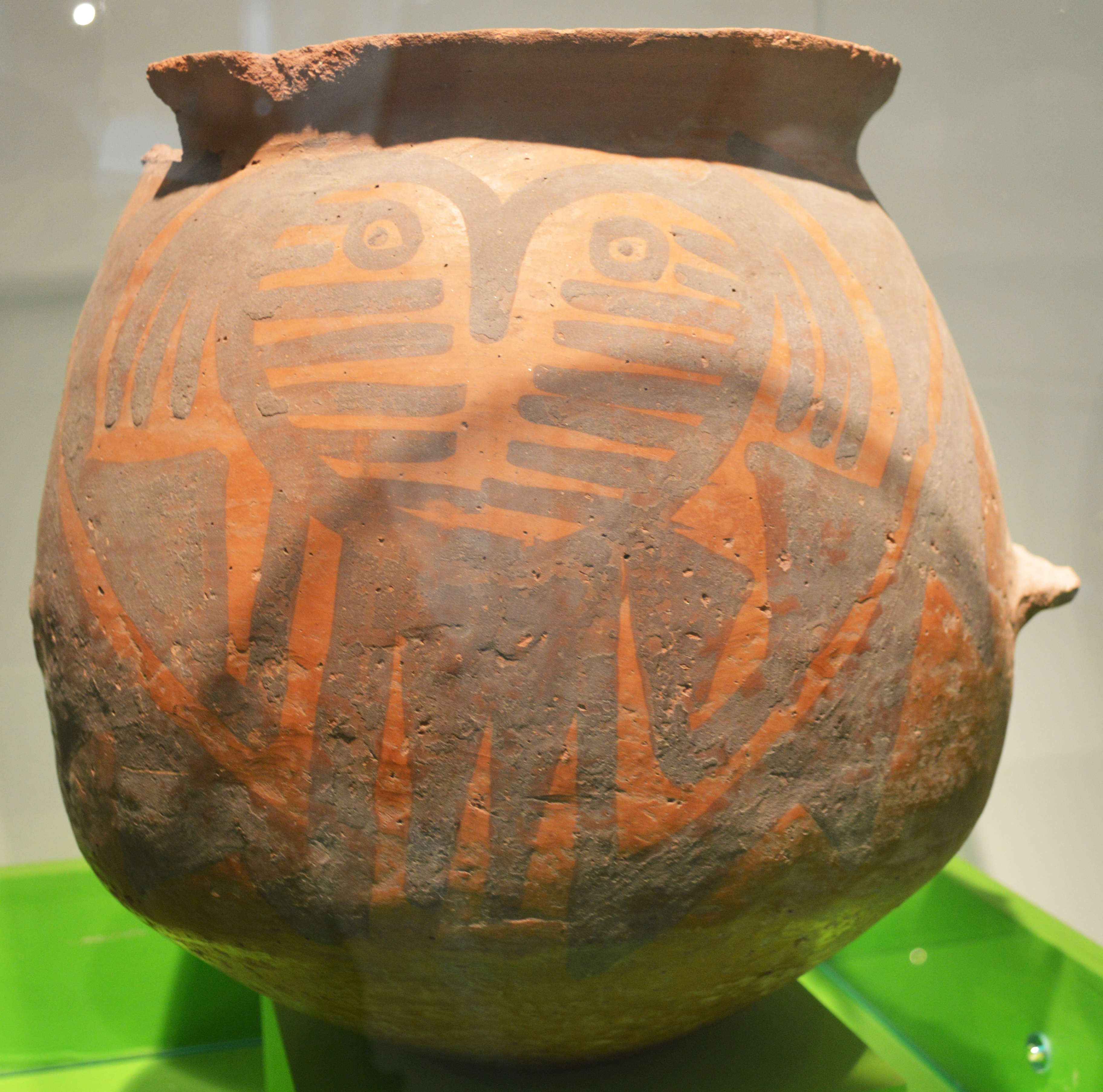
Urna con la divinidad alada.